# Fußball-Verbandsliga Schleswig-Holstein 1980/81
Die Verbandsliga Schleswig-Holstein wurde zur Saison 1980/81 das 34. Mal ausgetragen und bildete den Unterbau der drittklassigen Oberliga Nord. Die beiden erstplatzierten Mannschaften durften an der Aufstiegsrunde zur Oberliga Nord teilnehmen. Die Mannschaften auf den drei letzten Plätzen mussten in die Landesliga absteigen.

## Vereine
Im Vergleich zur Saison 1978/79 veränderte sich die Zusammensetzung der Liga folgendermaßen: Keine Mannschaft war in die Oberliga Nord auf-, während auch keine Mannschaft aus Schleswig-Holstein aus der Oberliga Nord abgestiegen war. Die beiden Absteiger hatten die Verbandsliga verlassen und wurden durch die beiden Aufsteiger Itzehoer SV II (Wiederaufstieg nach sechs Jahren) und TSV Plön (erstmals in der höchsten Amateurliga Schleswig-Holsteins) ersetzt.
| Verein                   | Stadt               | Kreis                 | Qualifikation                      |
| ------------------------ | ------------------- | --------------------- | ---------------------------------- |
| VfR Neumünster           | Neumünster          |                       | Meister 1979/80                    |
| Eutin 08                 | Eutin               | Ostholstein           | 2. Platz 1979/80                   |
| Rendsburger TSV          | Rendsburg           | Rendsburg-Eckernförde | 3. Platz 1979/80                   |
| NTSV Strand 08           | Timmendorfer Strand | Ostholstein           | 4. Platz 1979/80                   |
| Heider SV                | Heide               | Dithmarschen          | 5. Platz 1979/80                   |
| TSV Nord Harrislee       | Harrislee           | Schleswig-Flensburg   | 6. Platz 1979/80                   |
| Schleswig 06             | Schleswig           | Schleswig-Flensburg   | 7. Platz 1979/80                   |
| BSC Brunsbüttel          | Brunsbüttel         | Dithmarschen          | 8. Platz 1979/80                   |
| 1. FC Phönix Lübeck      | Lübeck              |                       | 9. Platz 1979/80                   |
| Eckernförder SV          | Eckernförde         | Rendsburg-Eckernförde | 10. Platz 1979/80                  |
| Büdelsdorfer TSV         | Büdelsdorf          | Rendsburg-Eckernförde | 11. Platz 1979/80                  |
| Blau-Weiß Friedrichstadt | Friedrichstadt      | Nordfriesland         | 12. Platz 1979/80                  |
| TSV Westerland           | Westerland          | Nordfriesland         | 13. Platz 1979/80                  |
| VfL Bad Schwartau        | Bad Schwartau       | Ostholstein           | 14. Platz 1979/80                  |
| TSV Plön                 | Plön                | Plön                  | Aufsteiger aus der Landesliga Nord |
| Itzehoer SV II           | Itzehoe             | Steinburg             | Aufsteiger aus der Landesliga Süd  |

## Saisonverlauf
Die Meisterschaft und Teilnahme an der Aufstiegsrunde sicherte sich Eutin 08. Als Zweitplatzierter durfte der Heider SV ebenfalls teilnehmen. Beide konnten sich in ihren Gruppen nicht durchsetzen und mussten sich dem TSV Havelse bzw. dem SV Lurup geschlagen geben. Die zweite Mannschaft des Itzehoer SV musste die Verbandsliga nach einer Saison wieder verlassen, der VfL Bad Schwartau und der Büdelsdorfer TSV nach zwei Spielzeiten.

### Tabelle
| Pl. | Verein                   | Sp. | S  | U  | N  | Tore    | Diff. | Punkte |
| --- | ------------------------ | --- | -- | -- | -- | ------- | ----- | ------ |
| 1.  | Eutin 08                 | 30  | 21 | 5  | 4  | 072:300 | +42   | 47:13  |
| 2.  | Heider SV                | 30  | 18 | 9  | 3  | 061:320 | +29   | 45:15  |
| 3.  | TSV Nord Harrislee       | 30  | 17 | 8  | 5  | 068:250 | +43   | 42:18  |
| 4.  | VfR Neumünster (M)       | 30  | 16 | 10 | 4  | 052:240 | +28   | 42:18  |
| 5.  | BSC Brunsbüttel          | 30  | 14 | 6  | 10 | 066:570 | +9    | 34:26  |
| 6.  | Schleswig 06             | 30  | 12 | 10 | 8  | 035:300 | +5    | 34:26  |
| 7.  | Rendsburger TSV          | 30  | 10 | 12 | 8  | 039:390 | ±0    | 32:28  |
| 8.  | NTSV Strand 08           | 30  | 9  | 11 | 10 | 030:460 | −16   | 29:31  |
| 9.  | Eckernförder SV          | 30  | 10 | 7  | 13 | 050:590 | −9    | 27:33  |
| 10. | 1. FC Phönix Lübeck      | 30  | 8  | 10 | 12 | 030:380 | −8    | 26:34  |
| 11. | Blau-Weiß Friedrichstadt | 30  | 10 | 5  | 15 | 043:480 | −5    | 25:35  |
| 12. | TSV Westerland           | 30  | 8  | 9  | 13 | 035:440 | −9    | 25:35  |
| 13. | TSV Plön (N)             | 30  | 8  | 7  | 15 | 035:520 | −17   | 23:37  |
| 14. | Itzehoer SV II (N)       | 30  | 7  | 6  | 17 | 037:630 | −26   | 20:40  |
| 15. | Büdelsdorfer TSV         | 30  | 4  | 7  | 19 | 017:510 | −34   | 15:45  |
| 16. | VfL Bad Schwartau        | 30  | 4  | 6  | 20 | 024:560 | −32   | 14:46  |

| (M) | Staffelsieger der Verbandsliga Schleswig-Holstein 1979/80 |
| (A) | Absteiger aus der Oberliga Nord 1979/80                   |
| (N) | Aufsteiger aus der Landesliga Schleswig-Holstein 1979/80  |